# Il corpo delle donne (libro)
Il corpo delle donne è un libro di Lorella Zanardo che deriva dall'omonimo video documentario Il corpo delle donne, realizzato nel 2009 da Lorella Zanardo, Marco Malfi Chindemi e Cesare Cantù.

## Contenuto
L'obiettivo primario del testo è illustrare gli effetti dei video (in particolare della televisione) sul giudizio del genere femminile e sugli obblighi comportamentali che le donne si trovano ad assumere nella socieà. Viene raccontato come sia stato ideato il documentario, i motivi della sua realizzazione e le reazioni suscitate: Zanardo illustra la necessità di uscire dagli stereotipi per giungere a un nuovo modo di vedere e sentire l'essere femminile, denuncia e offre nuovi strumenti di lettura dei media, nonché dei messaggi veicolati, al fine di raggiungerne piena consapevolezza.
Questo saggio offre fotogrammi tratti dal video documentario (consuete immagini della TV); Zanardo descrive la comune assuefazione a questi tipi di rappresentazione femminile falsi e sprezzanti o addirittura osceni.
La televisione è uno dei mezzi di comunicazione più diffusi: secondo Zanardo la sua qualità assume un forte ruolo educatrice nei confronti della persona spettatrice (di qualunque età) ma soprattutto nei confronti dei bambini e delle bambine. Zanardo illustra un concetto «molto semplice ma efficace: l'immagine deve essere spiegata», facendo dischiudere un nuovo senso critico verso i programmi televisivi, soprattutto in fascia protetta, che amplificano le disuguaglianze di genere facendole interiorizzare a bambini e bambine senza barriere, rendendo ad esempio per alcune donne necessaria se non addirittura obbligatoria la chirurgia estetica. Viene messo in risalto come la donna matura venga cancellata dalla televisione, che la evita o ne offre appunto volti camuffati da chirurgia o trucco abbondante; Zanardo mostra come viene svenduta ai telespettatori e alle telespettatrici una falsa imitazione della realtà quotidiana, destinando soprattutto all'infanzia un pericoloso concetto di realtà artefatta, senza una base di analisi critica, con il pericolo di generazioni frustrate nonché con rifiuto della realtà.
Secondo l'autrice la soluzione non è spegnere la tv ma guardarla con occhi nuovi e consapevoli.
Il capitolo finale del volume riporta per iscritto il testo del documentario.

## Edizioni
- Lorella Zanardo, Il corpo delle donne, collana Serie bianca, 1ª edizione, Milano, Feltrinelli, 2010,  p. 204, ISBN 9788807171864.
- Lorella Zanardo, Il corpo delle donne, formato epub, Milano, Feltrinelli, 2010,  p. 204, ISBN 9788807942143.
- Lorella Zanardo, Il corpo delle donne, formato PDF, Milano, Feltrinelli, 2010,  p. 204, ISBN 9788807942136.
- Lorella Zanardo, Il corpo delle donne, 3ª edizione, Milano, Feltrinelli, 2011,  p. 204, ISBN 9788807722509.
- Lorella Zanardo, Il corpo delle donne, 4ª edizione, Milano, Feltrinelli, 2014,  p. 204, ISBN 9788807885020.[6]